# Hello Sleepwalkers
Hello Sleepwalkers (ハロー・スリープウォーカーズ?) es una banda de rock alternativo japonesa de cinco miembros de Okinawa; formada en 2008. La banda está firmada con A-Sketch Music Label y actualmente ha lanzado tres álbumes de estudio, dos obras extendidas, cuatro álbumes individuales y diez sencillos. Son más conocidos por interpretar la canción de apertura del anime Noragami.
En noviembre de 2018, la banda anunció una pausa.

## Miembros
Hello Sleepwalkers consiste en:
- Shuntarō (シュンタロウ?)  - voz, guitarra, líder
- Narumi (ナルミ?)  - guitarra, voz
- Tasoko (タソコ?)  - guitarra
- Makoto (マコト?)  - bajo

## Discografía

### Álbumes de estudio
| Título                                                           | Detalles del álbum | Pico gráfico posiciones |
| Título                                                           | Detalles del álbum | JPN                     |
| ---------------------------------------------------------------- | --- | ----------------------- |
| Majiru Yoru: Nemuranai Wakusei (マジルヨル：ネムラナイワクセイ?) | - Lanzamiento: 18 de enero de 2012 - Discográfica: A-Sketch - Formatos: CD, descarga digital. Listado de pistas 1. Middonaito ni Guddonaito (ミッドナイトにグッドナイト?) 2. Getsumen Hokō (月面歩行?) 3. Wakusei Q no Randomāku (惑星Qのランドマーク?) 4. Senchimentaru Shōkōgun (センチメンタル症候群?) 5. Kanjō Yūei (環状遊泳?) 6. Gojigen Shōjo Ria (五次元少女リア?) 7. Ne Teru (寝てる?)    | 50                      |
| Masked Monkey Awakening                                          | - Lanzamiento: 19 de febrero de 2014 - Discográfica: A-Sketch - Formatos: CD, descarga digital Listado de pistas 1. Saru wa ki Kara Doko e Ochiru (猿は木から何処へ落ちる?) 2. Uma Yoru no Machiawase (午夜の待ち合わせ?) 3. Bloody Mary 4. Comic Relief 5. Sabaku (砂漠?) 6. Tenchi Sōzō (天地創造?) 7. 23 8. Ekkyō (越境?) 9. Countdown 10. Enban Hirai (円盤飛来?)                              | 25                      |
| Planless Perfection                                              | - Lanzamiento: 23 de marzo de 2016 - Discografía: A-Sketch - Formatos: CD, descarga digital Listado de pistas 1. Retorikku (レトリック?) 2. Minamo (水面?) 3. Eyes To The Skies 4. Shinwa Hōkai (神話崩壊?) 5. Life Is A Game?? 6. Hāmerun wa Dono Yō ni Shite Fuewofuku no Ka (ハーメルンはどのようにして笛を吹くのか?) 7. Yoake (夜明け?) 8. Stand-Alone 9. Jamming 10. 2XXX 11. Perfect Planner | 38                      |

### EP
| Título                      | Detalles del álbum | Posiciones máximas en el gráfico |
| Título                      | Detalles del álbum | JPN                              |
| --------------------------- | --- | -------------------------------- |
| Liquid Soul and Solid Blood | - Lanzado: 22 de octubre de 2014 - Discografía: A-Sketch - Formatos: CD, descarga digital. Listado de pistas 1. Hyakki Yakō (百鬼夜行?) 2. Worker Ant 3. Akiresutokame (アキレスと亀?) 4. Asa ni Futari wa (朝に二人は?) 5. Dejiboui (デジボウイ?) 6. Ray Of Sunlight | 50                               |
| Shinsekai (シンセカイ?)     | - Lanzamiento: 15 de febrero de 2017 - Discrografía: A-Sketch - Formatos: CD, descarga digital Listado de pistas 1. Shin Sekai (新世界?) 2. Sleep Tight 3. Rollin' 4. Yah Yah Yah 5. Sundown 6. DNA no Kaidan (DNAの階段?) 7. Nisshoku (日食?)                        | 27                               |

### Álbumes individuales
| Título                                       | Detalles del álbum | Posiciones máximas en el gráfico | Posiciones máximas en el gráfico |
| Título                                       | Detalles del álbum | Oricon Singles Chart             | Billboard Japan Hot 100          |
| -------------------------------------------- | --- | -------------------------------- | -------------------------------- |
| Sentimental Syndrome (センチメンタル症候群?) | - Lanzamiento: 5 de octubre de 2011 - Discografía: A-Sketch - Formatos: CD Listado de pistas 1. Senchimentaru Shōkōgun (センチメンタル症候群?) 2. Wakusei Q no Randomāku (惑星Qのランドマーク?) | —                                | —                                |
| Disk Flying (円盤飛来?)                      | - Released: 6 de junio de 2012 - Discografía: A-Sketch - Formatos: CD, descarga digital Listado de pistas 1. Enban Hirai (円盤飛来?) 2. 21                                                      | 96                               | —                                |
| Uma Yoru no Machiawase (午夜の待ち合わせ?)   | - Lanzamiento: 29 de enro de 2014 - Discografía: A-Sketch - Formatos: CD, descarga digital Listado de pistas 1. Uma Yoru no Machiawase (午夜の待ち合わせ?)                                      | 27                               | 30                               |
| Ray of Sunlight                              | - Lanzamiento: 4 de junio de 2014 - Discografía: A-Sketch - Formatos: Descarga digital Listado de pistas 1. Ray Of Sunlight                                                                     | —                                | —                                |
| "—" denota versiones que no se trazaron.     | |                                  |                                  |

## Filmografía

### Apariciones en la banda sonora
| Título                                                    | Año  | Apariencia                                                      |
| --------------------------------------------------------- | ---- | --------------------------------------------------------------- |
| "Enban Hirai" (円盤飛来?)                                 | 2012 | Space Shower TV Power Push!, June degree                        |
| "Uma Yoru no Machiawase" (午夜の待ち合わせ?)              | 2014 | UHF anime Noragami, tema de apertura                            |
| "Saru wa ki Kara Doko e Ochiru" (猿は木から何処へ落ちる?) | 2014 | TBS Count Down TV, Tema de cierre de febrero                    |
| Ray Of Sunlight                                           | 2014 | Under Armour CM Song                                            |
| "Hyakki Yakō" (百鬼夜行?)                                 | 2014 | Bleach: Brave Souls, tema de apertura de aplicación de teléfono |

### Videos musicales
| Año  | Título                                                                                  | Director(es)       |
| ---- | --------------------------------------------------------------------------------------- | ------------------ |
| 2011 | "Senchimentaru Shōkōgun" (センチメンタル症候群?)                                        | Fukatsu Masakazu   |
| 2011 | "Getsumen Hokō" (月面歩行?)                                                             | Fukatsu Masakazu   |
| 2012 | "Enban Hirai" (円盤飛来?)                                                               | Fukatsu Masakazu   |
| 2014 | "Uma Yoru no Machiawase" (午夜の待ち合わせ?)                                            | Kurōdo Furuya      |
| 2014 | "Saru wa ki Kara Doko e Ochiru" (猿は木から何処へ落ちる?)                               | Hideaki Fukui      |
| 2014 | "Ray Of Sunlight"                                                                       | Masatoshi Takizawa |
| 2014 | "Hyakki Yakō" (百鬼夜行?)                                                               | Masatoshi Takizawa |
| 2014 | "Akiresutokame" (アキレスと亀?)                                                         | División Watanabe  |
| 2016 | "Shinwa Hōkai" (神話崩壊?)                                                              | Yōhei Saitō        |
| 2016 | "Yoake" (夜明け?)                                                                       | Desconocido        |
| 2016 | "Hāmerun wa Dono Yō ni Shite Fuewofuku no Ka" (ハーメルンはどのようにして笛を吹くのか?) | Watanabe Division  |
| 2017 | "Shin Sekai" (新世界?)                                                                  | Yōhei Saitō        |
| 2017 | "Nisshoku" (日食?)                                                                      | Kazuaki Kimura     |